# Cantó d'Attichy
El cantó d'Attichy és un cantó francès del departament de l'Oise, situat al districte de Compiègne. Té 20 municipis i el cap és Attichy.

## Municipis
- Attichy
- Autrêches
- Berneuil-sur-Aisne
- Bitry
- Chelles
- Couloisy
- Courtieux
- Croutoy
- Cuise-la-Motte
- Hautefontaine
- Jaulzy
- Moulin-sous-Touvent
- Nampcel
- Pierrefonds
- Rethondes
- Saint-Crépin-aux-Bois
- Saint-Étienne-Roilaye
- Saint-Pierre-lès-Bitry
- Tracy-le-Mont
- Trosly-Breuil

## Història
| Data d'elecció                           | Identitat        | Partit                                   | Qualitat |
| ---------------------------------------- | ---------------- | ---------------------------------------- | -------- |
| 1945-1979                                | Marcel Mérigonde | SFIO, després UFD, després divers gauche |          |
| 1979-1985                                | Henri Massein    | PS                                       |          |
| 1985-                                    | Lucien Degauchy  | RPR, després UMP                         |          |
| les dades anteriors no són pas conegudes |                  |                                          |          |
|                                          |                  |                                          |          |

## Demografia
| A partir de 1990: Població sense dobles comptes |